# Шведска академија
Шведска академија (швед. Svenska Akademien) државна је институција у Шведској посвећена очувању и промоцији шведског језика и књижевности. Академија додељује разне књижевне награде, укључујући Нобелову награду за књижевност. Мото Шведске академије је Снилле оцх смак („Таленат и укус“)

## Историја
Академију је основао краљ Густав III 5. априла 1786. године у Стокхолму и то је једна од многих академија и учених друштава којима је покровитељ шведски краљ. Мото Академије, који је установио сам Густаф III, је „snille och smak”, у слободном преводу „укус и таленат“, где је „укус“ требало да укаже на виши ниво естетског уважавања и расуђивања.
Статут Академије углавном је саставио краљ Густав III и у великој мери је сличан статутима Француске академије. Основна сврха Академије била је да „развије чистоћу, снагу и величанственост шведског језика“, односно његову јасноћу, изражајност и ауторитет. Међу главним задацима било је састављање речника и књиге граматике. Академија је такође била задужена да организује годишња такмичења у беседништву и поезији на задате теме. Краљ је Академији доделио и патриотску улогу, па се тако сваке године лила комеморативна медаља и објављивали мемоари у част неког истакнутог Швеђанина. Велика церемонија Академије одржава се сваке године 20. децембра, на годишњицу рођења краља Густава Адолфа III. 
После смрти Густава III 1792. положај Академије се погоршао. Године 1795. чак је суспендована на две године из политичких разлога, али је 18 чланова Академије, мпознатих као Осамнаесторица, ипак задржало своју позицију највишег ауторитета нације у књижевним и лингвистичким питањима. Академија је у првој деценији 19. века била изложена жестоким нападима представника нових књижевних покрета, па је у наредној деценији смањила своје активности. Тек 1834. Академија је добила снажног и предузимљивог вођу, Бернарда фон Бескова, који је преузео место секретара и током његовог мандата Академија је поново ојачана, а њен углед у широј јавности је порастао. Након смрти фон Бескова 1868, Академија је углавном радила без секретара све до 1884. Крајем деветнаестог века шведска књижевност је почела да цвета и појавило се неколико великих песника. Међутим, млађа генерација писаца није на Академију гледала благонаклоно, а тадашњи секретар није био импресиониран новим књижевним покретима.
На прелазу у двадесети век Академија је, после извесног првобитног оклевања, прихватила задатак који није био део њене надлежности и који ће јој одузети много времена и енергије — доделу Нобелове награде за књижевност. Почетком 20. века на чело Академије дошао је нови секретар, чији је мандат подстакао преокрет и накнадну модернизацију Академије. Међу Осамнаесторицу је примљено неколико поборника нових књижевних праваца, а изабрана је и прва жена. Овај тренд се наставио током целог 20. века. Шведска академија данас постоји као свестрана институција која не само да негује наслеђе прошлости, већ је и у току са савременим развојем.

### 10 краљевских Академија Шведске
- Краљевска академија лепих уметности (The Royal Academy of Fine Arts)
- Шведска краљевска академија наука (The Royal Swedish Academy of Sciences)
- Шведска краљевска академија књижевности, историје и антиквитета (The Royal Swedish Academy of Letters, History and Antiquities)
- Шведска краљевска музичка академија (The Royal Swedish Academy of Music)
- Краљевско друштво поморских наука (The Royal Society of Naval Sciences)
- Шведска академија (The Swedish Academy)
- Шведска краљевска академија ратних наука (The Royal Swedish Academy of War Sciences)
- Шведска краљевска академија за пољопривреду и шумарство (The Royal Swedish Academy of Agriculture and Forestry)
- Шведска краљевска академија инжењерских наука (The Royal Swedish Academy of Engineering Sciences)
- Краљевска академија за шведску народну културу Густафус Адолфус (The Royal Gustavus Adolphus Academy for Swedish Folk Culture)[4]

## О Академији
Академију чини 18 чланова, познатих као Осамнаесторица (швед. De Aderton), са доживотним мандатом. Осамнаесторицу чине истакнути шведски писци, лингвисти, теоретичари и историчари књижевности и истакнути правници. Радно тело Академије је Нобелов комитет, чији чланови се бирају са трогодишњим манмдатом.
Циљ коме Шведска академија тежи дефинисан је као рад на „чистоти, снази и величанствености“ шведског језика. Овај циљ Академија постиже кроз активности попут израде речника и граматике шведског језика, додељивања награда шведским ауторима на годишњим такмичењима и израда јубиларних кованица у част еминентних Швеђана. Академија додељује више од 10 књижевних награда, али конкурси за поезију се не одржавају често. Академија пружа подршку писцима, преводиоцима, књижевним критичарима, истраживачима, наставницима и библиотекарима кроз додели бројних награда и стипендија. Такође додељује средства за реализацију различитих пројеката културним организацијама широм Шведске. Преко сајта Банка шведске књижевности (швед. Litteraturbanken) на ком се могу наћи дигиталне верзије шведских класика, као и кроз своје публикације Академија доприноси да шведско књижевно наслеђе буде слободно доступно. Међу најпознатијим задацима који су поверени Академији је да номинује добитнике Нобелове награде за књижевност.

### Састанци Академије
Шведска академија организује јавне и приватне састанке. Јавни састанак се одржава сваке године 20. децембра, када Академија одржава своју Велику церемонију. Приватни састанци се одржавају једном недељно, осим током божићног распуста и летњих месеци, када Академија не ради. Састанци су неопходни како би се могао координисати рад Академије и доносити заједничке одлуке. На њима се подносе извештаји различитих комитета, доносе се одлуке о добитницима награда и стипендија, као и о књижевним публикацијама и различитим иницијативама. На њима се такође одлучује и о избору нових чланова. Завршни састанак године, годишња Велика церемонија, разликује се од приватних састанака. Тада се представља резиме целе радне године и нема могућности за дискусију. На Великој церемонији присуствује покровитељ Академије и то је једина прилика у години током које је могућ пријем новоизабраних чланова.

## Нобелова награда за књижевност
Од 1902. године Шведска академија додељује Нобелову награду за књижевност, како је то у свом тестаменту тражио Алфред Нобел. Ово Академији даје важну међународну улогу у промоцији врхунске књижевности и обогаћивању читалачког искуства.